# Unité urbaine d'Auray
L'unité urbaine d'Auray est une unité urbaine française centrée sur Auray, ville touristique du Morbihan, au cœur de la troisième agglomération urbaine du département.

## Données générales
En 2010, selon l'INSEE, l'unité urbaine d'Auray est composée de quatre communes, toutes situées dans le département du Morbihan, plus précisément dans l'arrondissement de Lorient. 
En 2016, avec 28 546 habitants, elle représente la 3e unité urbaine du département du Morbihan, après les unités urbaines de Lorient (1er rang départemental) et de Vannes (2e rang départemental et préfecture du département). Elle clôt la liste des unités urbaines de plus 20 000 habitants dans le département. Elle devance les unités urbaines de Pontivy (15 698 habitants), de Hennebont (15 079 habitants) et de Riantec - Locmiquélic (12 045 habitants), ces trois dernières ayant entre 10 000 habitants et 20 000 habitants au recensement de 2009.
Dans la région Bretagne où elle se situe, elle occupe le 13e rang régional après l'unité urbaine de Concarneau (12e rang régional) et avant l'unité urbaine de Fougères qui se positionne au 14e rang régional selon les données du recensement de 2009.
En 2016, sa densité de population s'élève à 449 hab/km2, ce qui en fait une unité urbaine assez densément peuplée dans la région de Bretagne.
L'unité urbaine d'Auray est le pôle urbain de l'aire urbaine d'Auray.
En 2020, l'unité urbaine est réduite à trois communes, la commune de Sainte-Anne-d'Auray formant désormais une unité urbaine à part.

## Délimitation de l'unité urbaine de 2020
En 2010, l'INSEE a procédé à une révision des délimitations des unités urbaines de la France ; celle d'Auray a été élargie d'une nouvelle commune (Sainte-Anne-d'Auray) et est maintenant composée de quatre communes urbaines au lieu de trois lors du recensement de 1999.
En 2020, l'unité urbaine d'Auray est composée de trois communes.
| Nom                  | Code Insee | Département | Statut       | Superficie (km2) | Population (dernière pop. légale) | Densité (hab./km2) | Modifier                                    |
| -------------------- | ---------- | ----------- | ------------ | ---------------- | --------------------------------- | ------------------ | ------------------------------------------- |
| Auray (ville-centre) | 56007      | Morbihan    | ville-centre | 6,91             | 14 417 (2022)                     | 2 086              | modifier les données · modifier les données |
| Brech                | 56023      | Morbihan    | banlieue     | 40,86            | 7 057 (2022)                      | 173                | modifier les données · modifier les données |
| Pluneret             | 56176      | Morbihan    | banlieue     | 26,20            | 6 257 (2022)                      | 239                | modifier les données · modifier les données |

## Évolution démographique
Dans la période 1968-2009, l'unité urbaine d'Auray affiche une évolution démographique fortement positive avec une accélération importante de sa croissance démographique entre 1999 et 2009. À noter que c'est au recensement de 1999 que l'unité urbaine franchit pour la première fois de son histoire démographique le cap des 20 000 habitants.
| 1968   | 1975   | 1982   | 1990   | 1999   | 2009   | 2016   | 2018   |
| ------ | ------ | ------ | ------ | ------ | ------ | ------ | ------ |
| 14 393 | 16 601 | 17 291 | 19 138 | 20 969 | 26 043 | 28 546 | 26 372 |

Histogramme

(élaboration graphique par Wikipédia)